# Europese auto in 1895
Dit artikel geeft een overzicht van alle Europese personenwagens geproduceerd in 1895 door een significante autoconstructeur. De auto's staan alfabetisch gerangschikt per merk. Hier staan enkel Europese merken, ongeacht of ze eigendom zijn van een niet-Europees concern. Ook gaat het om constructeurs die algemeen bekend zijn met auto's die algemeen voor het publiek verkrijgbaar zijn.
| Delahaye |                  | concern:           | Onafhankelijk |
| Delahaye | divisie:         |                    |               |
| Delahaye | merk:            | Delahaye Frankrijk |               |
| Delahaye | model:           | Type 1             |               |
| Delahaye | einde productie: | 1899               |               |
| Delahaye | productieaantal: | 375                |               |

| Lanza |                  | concern:     | Onafhankelijk |
| Lanza | divisie:         |              |               |
| Lanza | merk:            | Lanza Italië |               |
| Lanza | model:           | Phaeton      |               |
| Lanza | einde productie: | 1898         |               |
| Lanza | productieaantal: | ?            |               |

| Laurin & Klement |                  | concern:                                        | Onafhankelijk |
| Laurin & Klement | divisie:         |                                                 |               |
| Laurin & Klement | merk:            | Laurin & Klement Bohemen (Oostenrijk-Hongarije) |               |
| Laurin & Klement | model:           | Laurin & Klement                                |               |
| Laurin & Klement | einde productie: | ?                                               |               |
| Laurin & Klement | productieaantal: | ?                                               |               |

| Peugeot |                  | concern:          | Onafhankelijk |
| Peugeot | divisie:         |                   |               |
| Peugeot | merk:            | Peugeot Frankrijk |               |
| Peugeot | model:           | 11                |               |
| Peugeot | einde productie: | 1897              |               |
| Peugeot | productieaantal: | 27                |               |

| Peugeot |                  | concern:          | Onafhankelijk |
| Peugeot | divisie:         |                   |               |
| Peugeot | merk:            | Peugeot Frankrijk |               |
| Peugeot | model:           | 12                |               |
| Peugeot | einde productie: | 1895              |               |
| Peugeot | productieaantal: | 2                 |               |

| Rochet-Schneider |                  | concern:                   | Onafhankelijk |
| Rochet-Schneider | divisie:         |                            |               |
| Rochet-Schneider | merk:            | Rochet-Schneider Frankrijk |               |
| Rochet-Schneider | model:           | 1895                       |               |
| Rochet-Schneider | einde productie: | 1895                       |               |
| Rochet-Schneider | productieaantal: | ?                          |               |